# Muharrem Sahiti
Muharrem Sahiti (Vitina, 10 maggio 1965) è un dirigente sportivo, allenatore di calcio ed ex calciatore kosovaro, di ruolo centrocampista, attuale team manager della Nazionale kosovara.